# Limonium melitense
Espèce
Limonium melitense est une espèce de plantes dicotylédones de la famille des Plumbaginaceae, endémique de l'archipel maltais.

## Systématique
L'espèce Limonium melitense a été décrite pour la première fois en 1988 par le botaniste italien Salvatore Brullo sur la base d'une collecte de 1985.

## Description
Limonium melitense est une plante herbacée vivace pouvant atteindre 30 cm de haut. Elle pousse sur le littoral, dans des sites rocheux sur sols salés. 

## Étymologie
L'épithète spécifique, melitense, est un adjectif dérivant du nom latin de Malte (melite).

## Publication originale
- (en) Salvatore Brullo, « Miscellaneous Notes on the Genus Limonium (Plumbaginaceae) », Willdenowia, BGBM, vol. 17, nos 1/2,‎ 1988, p. 11-18 (ISSN 0511-9618 et 1868-6397, OCLC 224487211, JSTOR 3996200).